# Dorfkirche Melzow

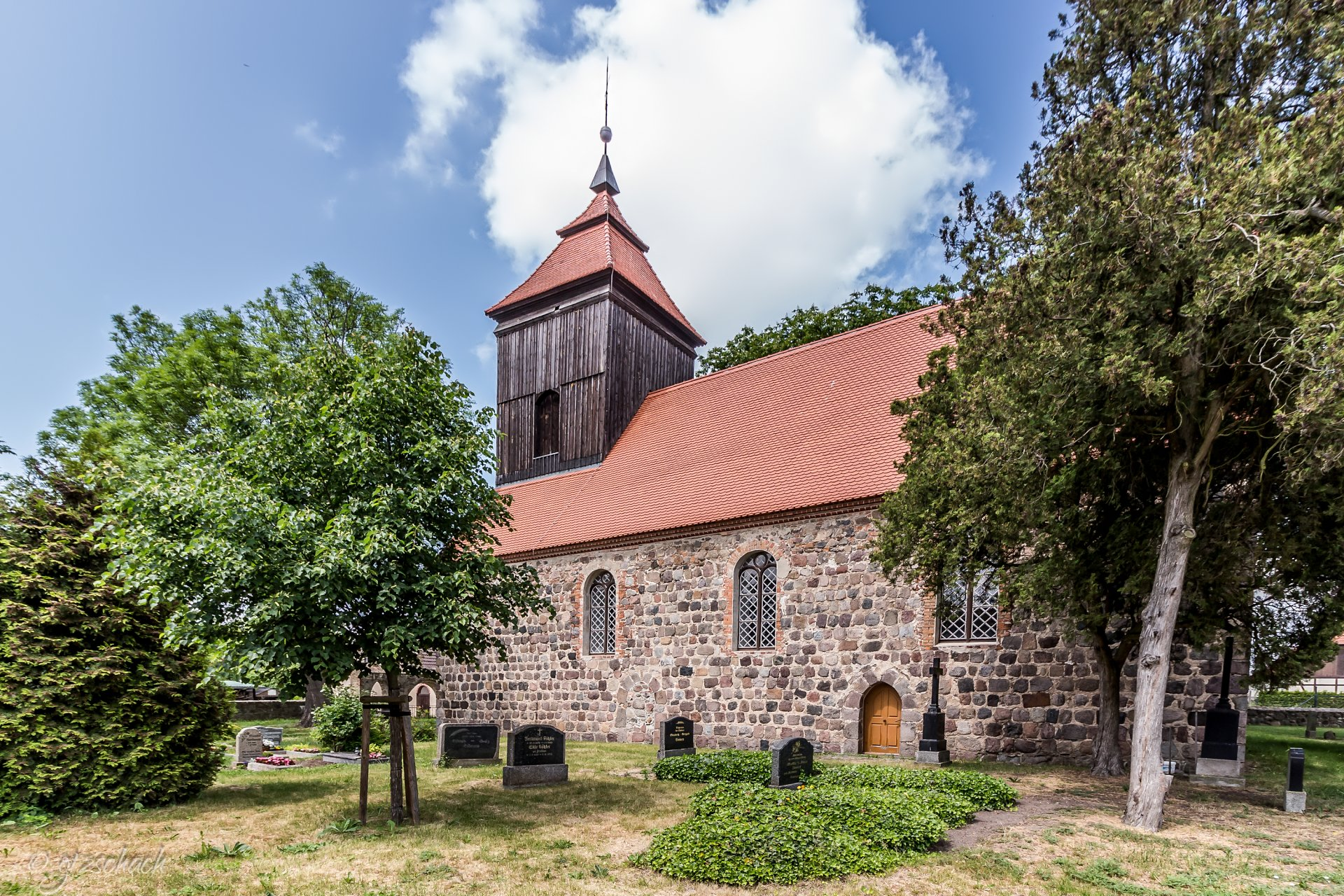
Dorfkirche Melzow

Die evangelische Dorfkirche Melzow ist eine Feldsteinkirche aus dem Ende des 13. Jahrhunderts in Melzow, ein zum Ortsteil Warnitz gehörender Wohnplatz der Gemeinde Oberuckersee im Landkreis Uckermark in Brandenburg. Die Kirchengemeinde gehört zum Kirchenkreis Uckermark der Evangelischen Kirche Berlin-Brandenburg-schlesische Oberlausitz.

## Lage

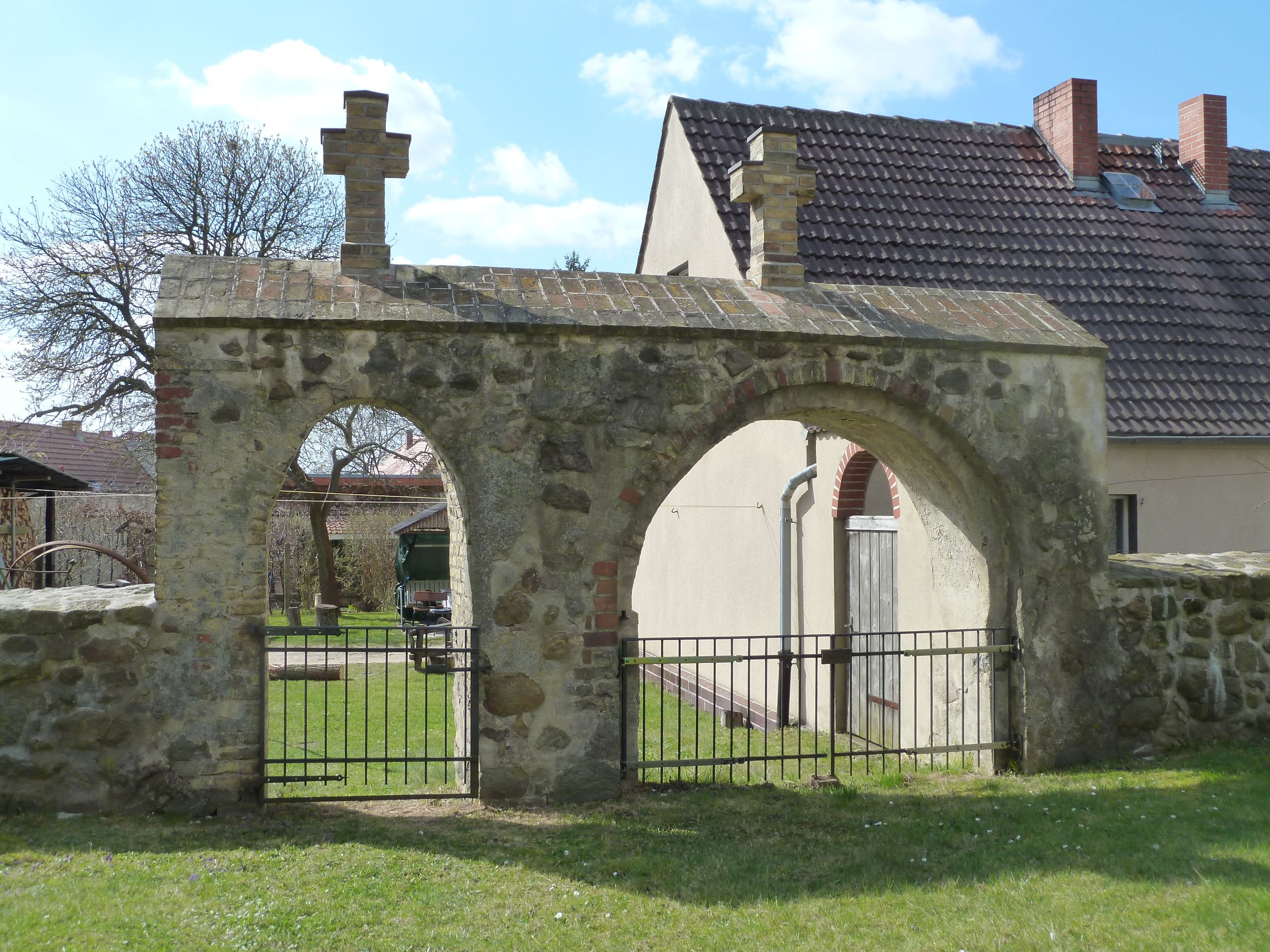
Portal zum Kirchhof

Die Stegelitzer Straße führt von Südwesten kommend in den historischen Ortskern. Dort zweigt nach Norden führend die Postgasse ab, die sich weiter östlich mit der Verlängerung der Stegelitzer Straße zur Friedhofsstraße wieder verbindet. Auf dieser Fläche steht die Kirche auf einem Grundstück mit einem Kirchfriedhof, der mit einer Mauer aus unbehauenen und nicht lagig geschichteten Feldsteinen eingefriedet ist.

## Geschichte
Die Dorfkirche entstand zum Ende des 13. Jahrhunderts. Melzow stand zu dieser Zeit unter brandenburgischer Landesherrschaft, gelangte dann zu Pommern und kam 1472 an das Kloster Gramzow. Nach der Reformation gehörte das Dorf dem Amt Gramzow; die Kirche wurde 1582 zur Tochterkirche von Blankenburg. Im Jahr 1592 erfolgte die Betreuung durch den Pfarrer aus Flieth. Er erhielt aus einem königlichen Vorwerk 21 Scheffel Roggen sowie von jedem Hufner zwei Scheffel Roggen. Außerdem gab es einen Kirchenacker, der sieben Morgen groß war und sich in zwei Felder aufteilte. Im Jahr 1731 bekam der Prediger weiterhin 21 Scheffel Roggen aus dem Vorwerk; 1748 waren es pro Hufe ein Scheffel und zwei Metzen Meßkorn. Auf dem kirchlichen Acker wurden neun Scheffel Aussaat ausgebracht. In dieser Zeit entstand im 18. Jahrhundert ein Dachturm aus Fachwerk. Außerdem erhielt die Friedhofsmauer kleine Rundbogendurchgänge aus Feld- und Mauersteinen. Zu einem späteren Zeitpunkt wurden die Rundbogenfenster am Bauwerk verändert. Der Turm wurde 1996 saniert. Nachdem die alte Glocke im Zuge einer Metallspende des deutschen Volkes verloren gegangen war, kam im Jahr 2014 ein neues Geläut aus Lauchhammer in die Kirche.

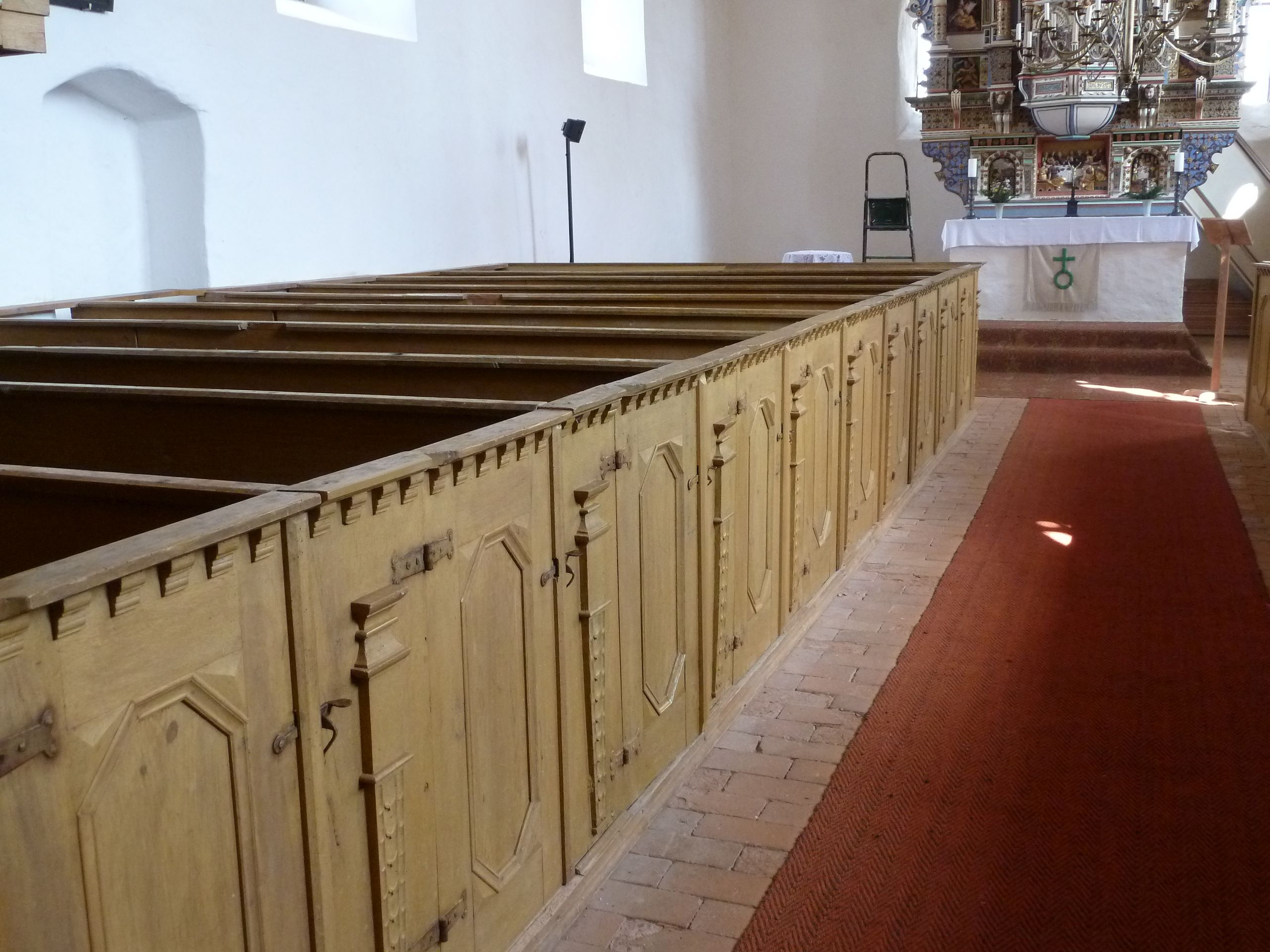
Bänke im Kirchenraum

Die Kirchengemeinde musste in den 2010er Jahren einen Befall mit Nagekäfern feststellen. Sie lehnte einen Einsatz mit Holzschutzmitteln aus ökologischen Gründen ab, ebenso eine Wärmebehandlung, die der Kirchenausstattung hätte schaden könnten. Sie entschloss sich daher zu einer biologischen Schädlingsbekämpfung. Ein hierauf spezialisiertes Unternehmen setzte in den Sommermonaten mehrfach Schlupfwespen aus, die wiederum die Larven der Holzwürmer mit durch einen Stich parasitieren. Die hieraus schlüpfende Wespenlarve ernährt sich von der gelähmten Holzwurmlarve und schlüpft durch ein vorhandenes Loch ins Freie. Hierdurch werden weitere Holzwurmlarven parasitiert und getötet. Seit 2018 wurden auf diese Weise rund 6000 Schlupfwespen ausgebracht, die in den ersten drei Behandlungsjahren Parasitierungsraten zwischen 32 und 53 Prozent bewirkten. Die Bekämpfung soll daher zunächst fortgesetzt werden. Für Besucher sind die Schlupfwespen ungefährlich; ebenso richten sie keinen weiteren Schaden an der Kirchenausstattung an.

## Baubeschreibung
Das Bauwerk wurde im Wesentlichen aus Feldsteinen errichtet, die behauen und lagig geschichtet wurden. Die Ostseite ist mit einer Dreifenstergruppe und schmalen Blenden im Giebel ausgestattet.
Das Kirchenschiff hat einen rechteckigen Grundriss. An der Südseite des Langhauses sind drei große Rundbogenfenster. Zwischen dem Chorfenster und dem mittleren Fenster ist eine Pforte vorhanden, die aus der Bauzeit stammen dürfte. Das Nordportal ist zugesetzt.
Der Zugang erfolgt durch ein gestuftes Portal von Westen. Die westliche Seite des Dachaufsatzes besteht aus Feldstein; alle übrigen Seiten aus Fachwerk, das anschließend verbrettert wurde. An der Nord- und Südseite ist je eine Klangarkade, darüber erhebt sich ein Pyramidendach, das mit einer Turmkugel und Spitze abschließt.

## Ausstattung

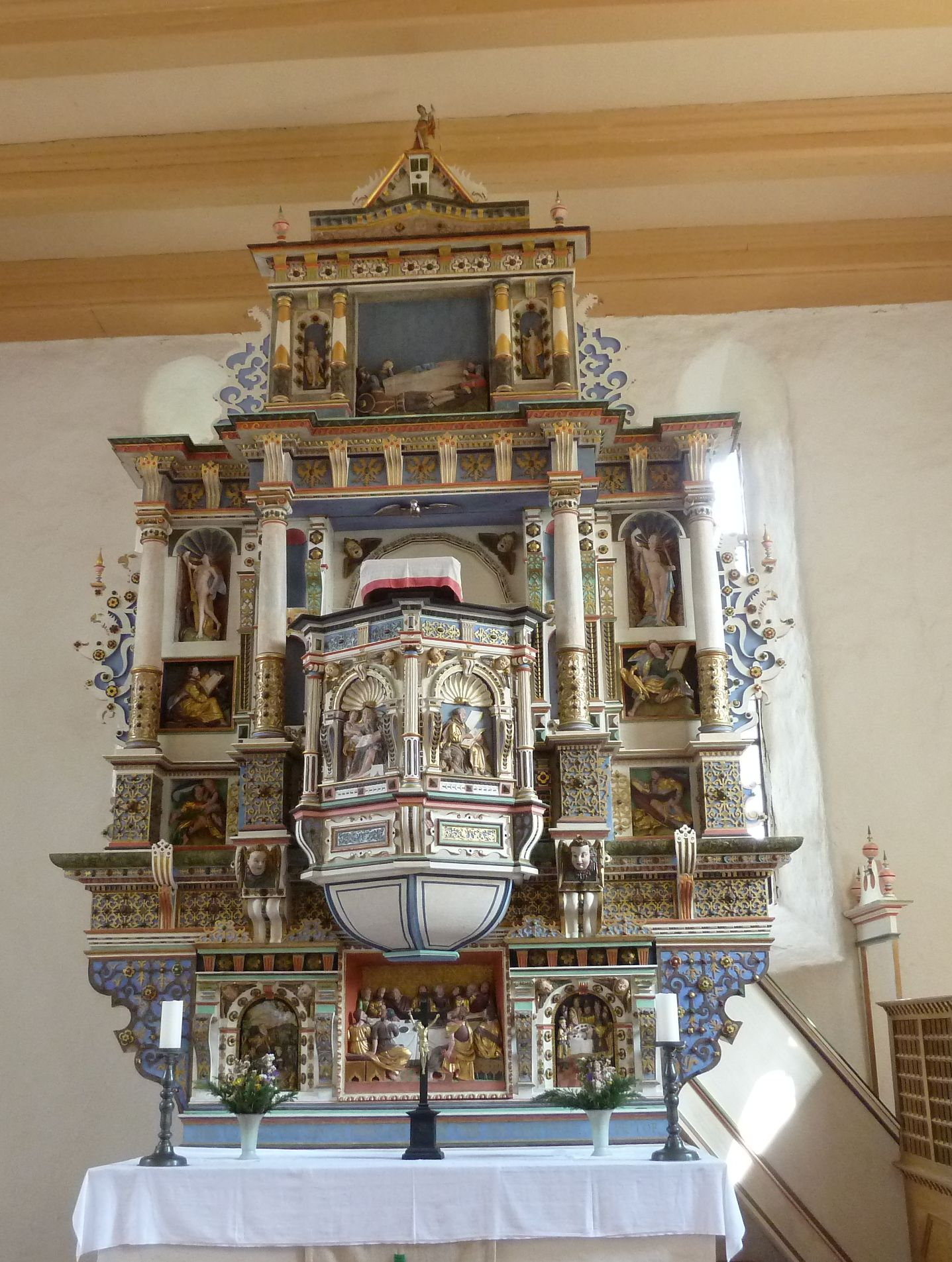
Kanzelaltar

Das Altarretabel entstand im Jahr 1610 im Stil der Renaissance und wurde zu einem späteren Zeitpunkt zu einem Kanzelaltar umgestaltet. Es handelt sich um einen dreigeschossigen Aufbau mit den Reliefs der Evangelisten und allegorischen Figuren. Experten gehen davon aus, dass das Werk in einer Kunsttischlerwerkstatt in Prenzlau entstand. Als Vorlage für die geschnitzten Evangelisten am Altaraufsatz nahm der Künstler einen Kupferstich von Philipp Galle aus der Zeit um 1575, dessen Werk wiederum auf Zeichnungen von Anthonie van Montfoort (genannt Blocklandt) zurückging. Die Figur des Matthäus wurde dabei wirkgleich übernommen, allerdings in Melzow auf einen Felsen platziert. Gleiches gilt für Lukas, der nun nicht mehr auf einer Wolke sitzt, sondern auf einem Steinquader. Die Figur des Markus blieb bis auf den geflügelten Löwen unverändert. Die Figur Johannes sitzt ebenfalls auf einem Felsen; der Adler wurde verändert. Die allegorischen Figuren auf dem Altaraufsatz stellen die Hoffnung, die Gerechtigkeit, die Klugheit und den Glauben dar. Der Bildhauer nutzte dabei Vorlagen des Nürnberger Kupferstechers Antonius Eisenhoit aus dem Jahr 1591. Die Predella zeigt das Abendmahl Jesu, die Bindung Isaaks und die Hochzeit zu Kana sowie die Inschrift: „ER. Hermanus Meinel / Anno 1610. Ist disses Altar zu Gottes eren gemacht und alhie gesetzst worden. AM .PICTOR“. Die Holzreliefs sind selten und gehen Experten zufolge auf druckgrafische Vorlagen zurück. Grundlage waren Holzschnitte von Johann Teuffel, die erstmals 1572 in einer Bibel von Johann Krafft in Wittenberg veröffentlicht wurden. Damit wurde auch indirekt der Nachweis erbracht, dass die beiden aus Eiche geschnitzten Reliefbilder aus der Bauzeit des Altars und nicht von einem Vorgängeralter stammen. Die Graphiken, die als Grundlage für die Schnitzereien dienten, entstanden demnach alle 19 bis 38 Jahre vor der Schaffung des Retabels. Der Altarauszug zeigt die Beweinung Christi. Allerdings ist die Figur Christi verloren. Das Altarblatt wird von vier Säulen umrahmen und umfasst den Kanzelkorb, der ebenfalls mit Reliefs der Evangelisten in Muschelnischen verziert ist. Das Kunstwerk wurde zwischen 2005 und 2007 saniert.
Der Pastorenstühl sowie das Gemeindegestühl stammen aus der ersten Hälfte des 17. Jahrhunderts. Das Bauwerk besitzt eine West- und eine kurze Nordempore. Das Bauwerk besitzt im Innern eine Balkendecke.

### Orgel
Die Westempore errichtete ein Tischler aus Gramzow im Jahr 1846. Darauf steht eine Orgel der Firma Lang & Dinse aus Berlin aus dem Jahr 1859, die 1875 durch Carl Eduard Gesell umgebaut wurde. Nach einem Befall mit einem Marder war die Orgel seit Anfang der 1960er Jahre nicht mehr spielbar. Eine Instandsetzung fand in den Jahren 2003 bis 2004 durch den Orgelbauer Christian Scheffler statt. Das Instrument besitzt zwei Manuale mit Pedal und elf Register. Die Disposition lautet wie folgt:
| I Manual C–f3 |           |     |
| 1.            | Bourdun   | 16′ |
| 2.            | Prinzipal | 8′  |
| 3.            | Gedact    | 8′  |

| II Manual C–f3 |            |       |
| 4.             | Salicional | 8′    |
| 5.             | Octave     | 4′    |
| 6.             | Rohrflöte  | 4′    |
| 7.             | Quinte     | 2 ⁄3′ |
| 8.             | Octave     | 2′    |

| Pedal C–d1 |        |     |
| 9.         | Subbaß | 16′ |
| 10.        | Violon | 8′  |